# Akademische Frauenblätter
Die Akademischen Frauenblätter waren das Organ des „Deutschen Verbandes Akademischer Frauenvereine“, der 1914 aus dem Zusammenschluss gleichgesinnter Studentinnenvereine an den Universitäten Bonn, Münster, Göttingen und Berlin hervorgegangen war. Er vertrat eine völkische, deutschnationale Gesinnung und schloss jüdische Studentinnen von der Mitgliedschaft aus.
Die Akademischen Frauenblätter erschienen zunächst von 1914 bis 1920 in Berlin-Charlottenburg und wurden nach langjähriger Unterbrechung 1926 erneut herausgegeben. 1927 stellten sie ihr Erscheinen ein.